# Мат двома слонами
Мат одинокого короля двома слонами — мат у шаховій грі, який ставиться у кутку шахівниці не пізніше 18-го ходу з довільного початкового положення сумісними діями короля та обох слонів сильнішої сторони.

## Умови для мату
|   | a | b | c | d | e | f | g | h |   |
| 8 | a8 чорний кружок · b8 чорний кружок · g8 чорний кружок · h8 чорний кружок · a7 чорний кружок · c7 чорний хрестик · f7 чорний хрестик · h7 чорний кружок · b6 чорний хрестик · g6 чорний хрестик · b3 чорний хрестик · g3 чорний хрестик · a2 чорний кружок · c2 чорний хрестик · f2 чорний хрестик · h2 чорний кружок · a1 чорний кружок · b1 чорний кружок · g1 чорний кружок · h1 чорний кружок | a8 чорний кружок · b8 чорний кружок · g8 чорний кружок · h8 чорний кружок · a7 чорний кружок · c7 чорний хрестик · f7 чорний хрестик · h7 чорний кружок · b6 чорний хрестик · g6 чорний хрестик · b3 чорний хрестик · g3 чорний хрестик · a2 чорний кружок · c2 чорний хрестик · f2 чорний хрестик · h2 чорний кружок · a1 чорний кружок · b1 чорний кружок · g1 чорний кружок · h1 чорний кружок | a8 чорний кружок · b8 чорний кружок · g8 чорний кружок · h8 чорний кружок · a7 чорний кружок · c7 чорний хрестик · f7 чорний хрестик · h7 чорний кружок · b6 чорний хрестик · g6 чорний хрестик · b3 чорний хрестик · g3 чорний хрестик · a2 чорний кружок · c2 чорний хрестик · f2 чорний хрестик · h2 чорний кружок · a1 чорний кружок · b1 чорний кружок · g1 чорний кружок · h1 чорний кружок | a8 чорний кружок · b8 чорний кружок · g8 чорний кружок · h8 чорний кружок · a7 чорний кружок · c7 чорний хрестик · f7 чорний хрестик · h7 чорний кружок · b6 чорний хрестик · g6 чорний хрестик · b3 чорний хрестик · g3 чорний хрестик · a2 чорний кружок · c2 чорний хрестик · f2 чорний хрестик · h2 чорний кружок · a1 чорний кружок · b1 чорний кружок · g1 чорний кружок · h1 чорний кружок | a8 чорний кружок · b8 чорний кружок · g8 чорний кружок · h8 чорний кружок · a7 чорний кружок · c7 чорний хрестик · f7 чорний хрестик · h7 чорний кружок · b6 чорний хрестик · g6 чорний хрестик · b3 чорний хрестик · g3 чорний хрестик · a2 чорний кружок · c2 чорний хрестик · f2 чорний хрестик · h2 чорний кружок · a1 чорний кружок · b1 чорний кружок · g1 чорний кружок · h1 чорний кружок | a8 чорний кружок · b8 чорний кружок · g8 чорний кружок · h8 чорний кружок · a7 чорний кружок · c7 чорний хрестик · f7 чорний хрестик · h7 чорний кружок · b6 чорний хрестик · g6 чорний хрестик · b3 чорний хрестик · g3 чорний хрестик · a2 чорний кружок · c2 чорний хрестик · f2 чорний хрестик · h2 чорний кружок · a1 чорний кружок · b1 чорний кружок · g1 чорний кружок · h1 чорний кружок | a8 чорний кружок · b8 чорний кружок · g8 чорний кружок · h8 чорний кружок · a7 чорний кружок · c7 чорний хрестик · f7 чорний хрестик · h7 чорний кружок · b6 чорний хрестик · g6 чорний хрестик · b3 чорний хрестик · g3 чорний хрестик · a2 чорний кружок · c2 чорний хрестик · f2 чорний хрестик · h2 чорний кружок · a1 чорний кружок · b1 чорний кружок · g1 чорний кружок · h1 чорний кружок | a8 чорний кружок · b8 чорний кружок · g8 чорний кружок · h8 чорний кружок · a7 чорний кружок · c7 чорний хрестик · f7 чорний хрестик · h7 чорний кружок · b6 чорний хрестик · g6 чорний хрестик · b3 чорний хрестик · g3 чорний хрестик · a2 чорний кружок · c2 чорний хрестик · f2 чорний хрестик · h2 чорний кружок · a1 чорний кружок · b1 чорний кружок · g1 чорний кружок · h1 чорний кружок | 8 |
| 7 | a8 чорний кружок · b8 чорний кружок · g8 чорний кружок · h8 чорний кружок · a7 чорний кружок · c7 чорний хрестик · f7 чорний хрестик · h7 чорний кружок · b6 чорний хрестик · g6 чорний хрестик · b3 чорний хрестик · g3 чорний хрестик · a2 чорний кружок · c2 чорний хрестик · f2 чорний хрестик · h2 чорний кружок · a1 чорний кружок · b1 чорний кружок · g1 чорний кружок · h1 чорний кружок | a8 чорний кружок · b8 чорний кружок · g8 чорний кружок · h8 чорний кружок · a7 чорний кружок · c7 чорний хрестик · f7 чорний хрестик · h7 чорний кружок · b6 чорний хрестик · g6 чорний хрестик · b3 чорний хрестик · g3 чорний хрестик · a2 чорний кружок · c2 чорний хрестик · f2 чорний хрестик · h2 чорний кружок · a1 чорний кружок · b1 чорний кружок · g1 чорний кружок · h1 чорний кружок | a8 чорний кружок · b8 чорний кружок · g8 чорний кружок · h8 чорний кружок · a7 чорний кружок · c7 чорний хрестик · f7 чорний хрестик · h7 чорний кружок · b6 чорний хрестик · g6 чорний хрестик · b3 чорний хрестик · g3 чорний хрестик · a2 чорний кружок · c2 чорний хрестик · f2 чорний хрестик · h2 чорний кружок · a1 чорний кружок · b1 чорний кружок · g1 чорний кружок · h1 чорний кружок | a8 чорний кружок · b8 чорний кружок · g8 чорний кружок · h8 чорний кружок · a7 чорний кружок · c7 чорний хрестик · f7 чорний хрестик · h7 чорний кружок · b6 чорний хрестик · g6 чорний хрестик · b3 чорний хрестик · g3 чорний хрестик · a2 чорний кружок · c2 чорний хрестик · f2 чорний хрестик · h2 чорний кружок · a1 чорний кружок · b1 чорний кружок · g1 чорний кружок · h1 чорний кружок | a8 чорний кружок · b8 чорний кружок · g8 чорний кружок · h8 чорний кружок · a7 чорний кружок · c7 чорний хрестик · f7 чорний хрестик · h7 чорний кружок · b6 чорний хрестик · g6 чорний хрестик · b3 чорний хрестик · g3 чорний хрестик · a2 чорний кружок · c2 чорний хрестик · f2 чорний хрестик · h2 чорний кружок · a1 чорний кружок · b1 чорний кружок · g1 чорний кружок · h1 чорний кружок | a8 чорний кружок · b8 чорний кружок · g8 чорний кружок · h8 чорний кружок · a7 чорний кружок · c7 чорний хрестик · f7 чорний хрестик · h7 чорний кружок · b6 чорний хрестик · g6 чорний хрестик · b3 чорний хрестик · g3 чорний хрестик · a2 чорний кружок · c2 чорний хрестик · f2 чорний хрестик · h2 чорний кружок · a1 чорний кружок · b1 чорний кружок · g1 чорний кружок · h1 чорний кружок | a8 чорний кружок · b8 чорний кружок · g8 чорний кружок · h8 чорний кружок · a7 чорний кружок · c7 чорний хрестик · f7 чорний хрестик · h7 чорний кружок · b6 чорний хрестик · g6 чорний хрестик · b3 чорний хрестик · g3 чорний хрестик · a2 чорний кружок · c2 чорний хрестик · f2 чорний хрестик · h2 чорний кружок · a1 чорний кружок · b1 чорний кружок · g1 чорний кружок · h1 чорний кружок | a8 чорний кружок · b8 чорний кружок · g8 чорний кружок · h8 чорний кружок · a7 чорний кружок · c7 чорний хрестик · f7 чорний хрестик · h7 чорний кружок · b6 чорний хрестик · g6 чорний хрестик · b3 чорний хрестик · g3 чорний хрестик · a2 чорний кружок · c2 чорний хрестик · f2 чорний хрестик · h2 чорний кружок · a1 чорний кружок · b1 чорний кружок · g1 чорний кружок · h1 чорний кружок | 7 |
| 6 | a8 чорний кружок · b8 чорний кружок · g8 чорний кружок · h8 чорний кружок · a7 чорний кружок · c7 чорний хрестик · f7 чорний хрестик · h7 чорний кружок · b6 чорний хрестик · g6 чорний хрестик · b3 чорний хрестик · g3 чорний хрестик · a2 чорний кружок · c2 чорний хрестик · f2 чорний хрестик · h2 чорний кружок · a1 чорний кружок · b1 чорний кружок · g1 чорний кружок · h1 чорний кружок | a8 чорний кружок · b8 чорний кружок · g8 чорний кружок · h8 чорний кружок · a7 чорний кружок · c7 чорний хрестик · f7 чорний хрестик · h7 чорний кружок · b6 чорний хрестик · g6 чорний хрестик · b3 чорний хрестик · g3 чорний хрестик · a2 чорний кружок · c2 чорний хрестик · f2 чорний хрестик · h2 чорний кружок · a1 чорний кружок · b1 чорний кружок · g1 чорний кружок · h1 чорний кружок | a8 чорний кружок · b8 чорний кружок · g8 чорний кружок · h8 чорний кружок · a7 чорний кружок · c7 чорний хрестик · f7 чорний хрестик · h7 чорний кружок · b6 чорний хрестик · g6 чорний хрестик · b3 чорний хрестик · g3 чорний хрестик · a2 чорний кружок · c2 чорний хрестик · f2 чорний хрестик · h2 чорний кружок · a1 чорний кружок · b1 чорний кружок · g1 чорний кружок · h1 чорний кружок | a8 чорний кружок · b8 чорний кружок · g8 чорний кружок · h8 чорний кружок · a7 чорний кружок · c7 чорний хрестик · f7 чорний хрестик · h7 чорний кружок · b6 чорний хрестик · g6 чорний хрестик · b3 чорний хрестик · g3 чорний хрестик · a2 чорний кружок · c2 чорний хрестик · f2 чорний хрестик · h2 чорний кружок · a1 чорний кружок · b1 чорний кружок · g1 чорний кружок · h1 чорний кружок | a8 чорний кружок · b8 чорний кружок · g8 чорний кружок · h8 чорний кружок · a7 чорний кружок · c7 чорний хрестик · f7 чорний хрестик · h7 чорний кружок · b6 чорний хрестик · g6 чорний хрестик · b3 чорний хрестик · g3 чорний хрестик · a2 чорний кружок · c2 чорний хрестик · f2 чорний хрестик · h2 чорний кружок · a1 чорний кружок · b1 чорний кружок · g1 чорний кружок · h1 чорний кружок | a8 чорний кружок · b8 чорний кружок · g8 чорний кружок · h8 чорний кружок · a7 чорний кружок · c7 чорний хрестик · f7 чорний хрестик · h7 чорний кружок · b6 чорний хрестик · g6 чорний хрестик · b3 чорний хрестик · g3 чорний хрестик · a2 чорний кружок · c2 чорний хрестик · f2 чорний хрестик · h2 чорний кружок · a1 чорний кружок · b1 чорний кружок · g1 чорний кружок · h1 чорний кружок | a8 чорний кружок · b8 чорний кружок · g8 чорний кружок · h8 чорний кружок · a7 чорний кружок · c7 чорний хрестик · f7 чорний хрестик · h7 чорний кружок · b6 чорний хрестик · g6 чорний хрестик · b3 чорний хрестик · g3 чорний хрестик · a2 чорний кружок · c2 чорний хрестик · f2 чорний хрестик · h2 чорний кружок · a1 чорний кружок · b1 чорний кружок · g1 чорний кружок · h1 чорний кружок | a8 чорний кружок · b8 чорний кружок · g8 чорний кружок · h8 чорний кружок · a7 чорний кружок · c7 чорний хрестик · f7 чорний хрестик · h7 чорний кружок · b6 чорний хрестик · g6 чорний хрестик · b3 чорний хрестик · g3 чорний хрестик · a2 чорний кружок · c2 чорний хрестик · f2 чорний хрестик · h2 чорний кружок · a1 чорний кружок · b1 чорний кружок · g1 чорний кружок · h1 чорний кружок | 6 |
| 5 | a8 чорний кружок · b8 чорний кружок · g8 чорний кружок · h8 чорний кружок · a7 чорний кружок · c7 чорний хрестик · f7 чорний хрестик · h7 чорний кружок · b6 чорний хрестик · g6 чорний хрестик · b3 чорний хрестик · g3 чорний хрестик · a2 чорний кружок · c2 чорний хрестик · f2 чорний хрестик · h2 чорний кружок · a1 чорний кружок · b1 чорний кружок · g1 чорний кружок · h1 чорний кружок | a8 чорний кружок · b8 чорний кружок · g8 чорний кружок · h8 чорний кружок · a7 чорний кружок · c7 чорний хрестик · f7 чорний хрестик · h7 чорний кружок · b6 чорний хрестик · g6 чорний хрестик · b3 чорний хрестик · g3 чорний хрестик · a2 чорний кружок · c2 чорний хрестик · f2 чорний хрестик · h2 чорний кружок · a1 чорний кружок · b1 чорний кружок · g1 чорний кружок · h1 чорний кружок | a8 чорний кружок · b8 чорний кружок · g8 чорний кружок · h8 чорний кружок · a7 чорний кружок · c7 чорний хрестик · f7 чорний хрестик · h7 чорний кружок · b6 чорний хрестик · g6 чорний хрестик · b3 чорний хрестик · g3 чорний хрестик · a2 чорний кружок · c2 чорний хрестик · f2 чорний хрестик · h2 чорний кружок · a1 чорний кружок · b1 чорний кружок · g1 чорний кружок · h1 чорний кружок | a8 чорний кружок · b8 чорний кружок · g8 чорний кружок · h8 чорний кружок · a7 чорний кружок · c7 чорний хрестик · f7 чорний хрестик · h7 чорний кружок · b6 чорний хрестик · g6 чорний хрестик · b3 чорний хрестик · g3 чорний хрестик · a2 чорний кружок · c2 чорний хрестик · f2 чорний хрестик · h2 чорний кружок · a1 чорний кружок · b1 чорний кружок · g1 чорний кружок · h1 чорний кружок | a8 чорний кружок · b8 чорний кружок · g8 чорний кружок · h8 чорний кружок · a7 чорний кружок · c7 чорний хрестик · f7 чорний хрестик · h7 чорний кружок · b6 чорний хрестик · g6 чорний хрестик · b3 чорний хрестик · g3 чорний хрестик · a2 чорний кружок · c2 чорний хрестик · f2 чорний хрестик · h2 чорний кружок · a1 чорний кружок · b1 чорний кружок · g1 чорний кружок · h1 чорний кружок | a8 чорний кружок · b8 чорний кружок · g8 чорний кружок · h8 чорний кружок · a7 чорний кружок · c7 чорний хрестик · f7 чорний хрестик · h7 чорний кружок · b6 чорний хрестик · g6 чорний хрестик · b3 чорний хрестик · g3 чорний хрестик · a2 чорний кружок · c2 чорний хрестик · f2 чорний хрестик · h2 чорний кружок · a1 чорний кружок · b1 чорний кружок · g1 чорний кружок · h1 чорний кружок | a8 чорний кружок · b8 чорний кружок · g8 чорний кружок · h8 чорний кружок · a7 чорний кружок · c7 чорний хрестик · f7 чорний хрестик · h7 чорний кружок · b6 чорний хрестик · g6 чорний хрестик · b3 чорний хрестик · g3 чорний хрестик · a2 чорний кружок · c2 чорний хрестик · f2 чорний хрестик · h2 чорний кружок · a1 чорний кружок · b1 чорний кружок · g1 чорний кружок · h1 чорний кружок | a8 чорний кружок · b8 чорний кружок · g8 чорний кружок · h8 чорний кружок · a7 чорний кружок · c7 чорний хрестик · f7 чорний хрестик · h7 чорний кружок · b6 чорний хрестик · g6 чорний хрестик · b3 чорний хрестик · g3 чорний хрестик · a2 чорний кружок · c2 чорний хрестик · f2 чорний хрестик · h2 чорний кружок · a1 чорний кружок · b1 чорний кружок · g1 чорний кружок · h1 чорний кружок | 5 |
| 4 | a8 чорний кружок · b8 чорний кружок · g8 чорний кружок · h8 чорний кружок · a7 чорний кружок · c7 чорний хрестик · f7 чорний хрестик · h7 чорний кружок · b6 чорний хрестик · g6 чорний хрестик · b3 чорний хрестик · g3 чорний хрестик · a2 чорний кружок · c2 чорний хрестик · f2 чорний хрестик · h2 чорний кружок · a1 чорний кружок · b1 чорний кружок · g1 чорний кружок · h1 чорний кружок | a8 чорний кружок · b8 чорний кружок · g8 чорний кружок · h8 чорний кружок · a7 чорний кружок · c7 чорний хрестик · f7 чорний хрестик · h7 чорний кружок · b6 чорний хрестик · g6 чорний хрестик · b3 чорний хрестик · g3 чорний хрестик · a2 чорний кружок · c2 чорний хрестик · f2 чорний хрестик · h2 чорний кружок · a1 чорний кружок · b1 чорний кружок · g1 чорний кружок · h1 чорний кружок | a8 чорний кружок · b8 чорний кружок · g8 чорний кружок · h8 чорний кружок · a7 чорний кружок · c7 чорний хрестик · f7 чорний хрестик · h7 чорний кружок · b6 чорний хрестик · g6 чорний хрестик · b3 чорний хрестик · g3 чорний хрестик · a2 чорний кружок · c2 чорний хрестик · f2 чорний хрестик · h2 чорний кружок · a1 чорний кружок · b1 чорний кружок · g1 чорний кружок · h1 чорний кружок | a8 чорний кружок · b8 чорний кружок · g8 чорний кружок · h8 чорний кружок · a7 чорний кружок · c7 чорний хрестик · f7 чорний хрестик · h7 чорний кружок · b6 чорний хрестик · g6 чорний хрестик · b3 чорний хрестик · g3 чорний хрестик · a2 чорний кружок · c2 чорний хрестик · f2 чорний хрестик · h2 чорний кружок · a1 чорний кружок · b1 чорний кружок · g1 чорний кружок · h1 чорний кружок | a8 чорний кружок · b8 чорний кружок · g8 чорний кружок · h8 чорний кружок · a7 чорний кружок · c7 чорний хрестик · f7 чорний хрестик · h7 чорний кружок · b6 чорний хрестик · g6 чорний хрестик · b3 чорний хрестик · g3 чорний хрестик · a2 чорний кружок · c2 чорний хрестик · f2 чорний хрестик · h2 чорний кружок · a1 чорний кружок · b1 чорний кружок · g1 чорний кружок · h1 чорний кружок | a8 чорний кружок · b8 чорний кружок · g8 чорний кружок · h8 чорний кружок · a7 чорний кружок · c7 чорний хрестик · f7 чорний хрестик · h7 чорний кружок · b6 чорний хрестик · g6 чорний хрестик · b3 чорний хрестик · g3 чорний хрестик · a2 чорний кружок · c2 чорний хрестик · f2 чорний хрестик · h2 чорний кружок · a1 чорний кружок · b1 чорний кружок · g1 чорний кружок · h1 чорний кружок | a8 чорний кружок · b8 чорний кружок · g8 чорний кружок · h8 чорний кружок · a7 чорний кружок · c7 чорний хрестик · f7 чорний хрестик · h7 чорний кружок · b6 чорний хрестик · g6 чорний хрестик · b3 чорний хрестик · g3 чорний хрестик · a2 чорний кружок · c2 чорний хрестик · f2 чорний хрестик · h2 чорний кружок · a1 чорний кружок · b1 чорний кружок · g1 чорний кружок · h1 чорний кружок | a8 чорний кружок · b8 чорний кружок · g8 чорний кружок · h8 чорний кружок · a7 чорний кружок · c7 чорний хрестик · f7 чорний хрестик · h7 чорний кружок · b6 чорний хрестик · g6 чорний хрестик · b3 чорний хрестик · g3 чорний хрестик · a2 чорний кружок · c2 чорний хрестик · f2 чорний хрестик · h2 чорний кружок · a1 чорний кружок · b1 чорний кружок · g1 чорний кружок · h1 чорний кружок | 4 |
| 3 | a8 чорний кружок · b8 чорний кружок · g8 чорний кружок · h8 чорний кружок · a7 чорний кружок · c7 чорний хрестик · f7 чорний хрестик · h7 чорний кружок · b6 чорний хрестик · g6 чорний хрестик · b3 чорний хрестик · g3 чорний хрестик · a2 чорний кружок · c2 чорний хрестик · f2 чорний хрестик · h2 чорний кружок · a1 чорний кружок · b1 чорний кружок · g1 чорний кружок · h1 чорний кружок | a8 чорний кружок · b8 чорний кружок · g8 чорний кружок · h8 чорний кружок · a7 чорний кружок · c7 чорний хрестик · f7 чорний хрестик · h7 чорний кружок · b6 чорний хрестик · g6 чорний хрестик · b3 чорний хрестик · g3 чорний хрестик · a2 чорний кружок · c2 чорний хрестик · f2 чорний хрестик · h2 чорний кружок · a1 чорний кружок · b1 чорний кружок · g1 чорний кружок · h1 чорний кружок | a8 чорний кружок · b8 чорний кружок · g8 чорний кружок · h8 чорний кружок · a7 чорний кружок · c7 чорний хрестик · f7 чорний хрестик · h7 чорний кружок · b6 чорний хрестик · g6 чорний хрестик · b3 чорний хрестик · g3 чорний хрестик · a2 чорний кружок · c2 чорний хрестик · f2 чорний хрестик · h2 чорний кружок · a1 чорний кружок · b1 чорний кружок · g1 чорний кружок · h1 чорний кружок | a8 чорний кружок · b8 чорний кружок · g8 чорний кружок · h8 чорний кружок · a7 чорний кружок · c7 чорний хрестик · f7 чорний хрестик · h7 чорний кружок · b6 чорний хрестик · g6 чорний хрестик · b3 чорний хрестик · g3 чорний хрестик · a2 чорний кружок · c2 чорний хрестик · f2 чорний хрестик · h2 чорний кружок · a1 чорний кружок · b1 чорний кружок · g1 чорний кружок · h1 чорний кружок | a8 чорний кружок · b8 чорний кружок · g8 чорний кружок · h8 чорний кружок · a7 чорний кружок · c7 чорний хрестик · f7 чорний хрестик · h7 чорний кружок · b6 чорний хрестик · g6 чорний хрестик · b3 чорний хрестик · g3 чорний хрестик · a2 чорний кружок · c2 чорний хрестик · f2 чорний хрестик · h2 чорний кружок · a1 чорний кружок · b1 чорний кружок · g1 чорний кружок · h1 чорний кружок | a8 чорний кружок · b8 чорний кружок · g8 чорний кружок · h8 чорний кружок · a7 чорний кружок · c7 чорний хрестик · f7 чорний хрестик · h7 чорний кружок · b6 чорний хрестик · g6 чорний хрестик · b3 чорний хрестик · g3 чорний хрестик · a2 чорний кружок · c2 чорний хрестик · f2 чорний хрестик · h2 чорний кружок · a1 чорний кружок · b1 чорний кружок · g1 чорний кружок · h1 чорний кружок | a8 чорний кружок · b8 чорний кружок · g8 чорний кружок · h8 чорний кружок · a7 чорний кружок · c7 чорний хрестик · f7 чорний хрестик · h7 чорний кружок · b6 чорний хрестик · g6 чорний хрестик · b3 чорний хрестик · g3 чорний хрестик · a2 чорний кружок · c2 чорний хрестик · f2 чорний хрестик · h2 чорний кружок · a1 чорний кружок · b1 чорний кружок · g1 чорний кружок · h1 чорний кружок | a8 чорний кружок · b8 чорний кружок · g8 чорний кружок · h8 чорний кружок · a7 чорний кружок · c7 чорний хрестик · f7 чорний хрестик · h7 чорний кружок · b6 чорний хрестик · g6 чорний хрестик · b3 чорний хрестик · g3 чорний хрестик · a2 чорний кружок · c2 чорний хрестик · f2 чорний хрестик · h2 чорний кружок · a1 чорний кружок · b1 чорний кружок · g1 чорний кружок · h1 чорний кружок | 3 |
| 2 | a8 чорний кружок · b8 чорний кружок · g8 чорний кружок · h8 чорний кружок · a7 чорний кружок · c7 чорний хрестик · f7 чорний хрестик · h7 чорний кружок · b6 чорний хрестик · g6 чорний хрестик · b3 чорний хрестик · g3 чорний хрестик · a2 чорний кружок · c2 чорний хрестик · f2 чорний хрестик · h2 чорний кружок · a1 чорний кружок · b1 чорний кружок · g1 чорний кружок · h1 чорний кружок | a8 чорний кружок · b8 чорний кружок · g8 чорний кружок · h8 чорний кружок · a7 чорний кружок · c7 чорний хрестик · f7 чорний хрестик · h7 чорний кружок · b6 чорний хрестик · g6 чорний хрестик · b3 чорний хрестик · g3 чорний хрестик · a2 чорний кружок · c2 чорний хрестик · f2 чорний хрестик · h2 чорний кружок · a1 чорний кружок · b1 чорний кружок · g1 чорний кружок · h1 чорний кружок | a8 чорний кружок · b8 чорний кружок · g8 чорний кружок · h8 чорний кружок · a7 чорний кружок · c7 чорний хрестик · f7 чорний хрестик · h7 чорний кружок · b6 чорний хрестик · g6 чорний хрестик · b3 чорний хрестик · g3 чорний хрестик · a2 чорний кружок · c2 чорний хрестик · f2 чорний хрестик · h2 чорний кружок · a1 чорний кружок · b1 чорний кружок · g1 чорний кружок · h1 чорний кружок | a8 чорний кружок · b8 чорний кружок · g8 чорний кружок · h8 чорний кружок · a7 чорний кружок · c7 чорний хрестик · f7 чорний хрестик · h7 чорний кружок · b6 чорний хрестик · g6 чорний хрестик · b3 чорний хрестик · g3 чорний хрестик · a2 чорний кружок · c2 чорний хрестик · f2 чорний хрестик · h2 чорний кружок · a1 чорний кружок · b1 чорний кружок · g1 чорний кружок · h1 чорний кружок | a8 чорний кружок · b8 чорний кружок · g8 чорний кружок · h8 чорний кружок · a7 чорний кружок · c7 чорний хрестик · f7 чорний хрестик · h7 чорний кружок · b6 чорний хрестик · g6 чорний хрестик · b3 чорний хрестик · g3 чорний хрестик · a2 чорний кружок · c2 чорний хрестик · f2 чорний хрестик · h2 чорний кружок · a1 чорний кружок · b1 чорний кружок · g1 чорний кружок · h1 чорний кружок | a8 чорний кружок · b8 чорний кружок · g8 чорний кружок · h8 чорний кружок · a7 чорний кружок · c7 чорний хрестик · f7 чорний хрестик · h7 чорний кружок · b6 чорний хрестик · g6 чорний хрестик · b3 чорний хрестик · g3 чорний хрестик · a2 чорний кружок · c2 чорний хрестик · f2 чорний хрестик · h2 чорний кружок · a1 чорний кружок · b1 чорний кружок · g1 чорний кружок · h1 чорний кружок | a8 чорний кружок · b8 чорний кружок · g8 чорний кружок · h8 чорний кружок · a7 чорний кружок · c7 чорний хрестик · f7 чорний хрестик · h7 чорний кружок · b6 чорний хрестик · g6 чорний хрестик · b3 чорний хрестик · g3 чорний хрестик · a2 чорний кружок · c2 чорний хрестик · f2 чорний хрестик · h2 чорний кружок · a1 чорний кружок · b1 чорний кружок · g1 чорний кружок · h1 чорний кружок | a8 чорний кружок · b8 чорний кружок · g8 чорний кружок · h8 чорний кружок · a7 чорний кружок · c7 чорний хрестик · f7 чорний хрестик · h7 чорний кружок · b6 чорний хрестик · g6 чорний хрестик · b3 чорний хрестик · g3 чорний хрестик · a2 чорний кружок · c2 чорний хрестик · f2 чорний хрестик · h2 чорний кружок · a1 чорний кружок · b1 чорний кружок · g1 чорний кружок · h1 чорний кружок | 2 |
| 1 | a8 чорний кружок · b8 чорний кружок · g8 чорний кружок · h8 чорний кружок · a7 чорний кружок · c7 чорний хрестик · f7 чорний хрестик · h7 чорний кружок · b6 чорний хрестик · g6 чорний хрестик · b3 чорний хрестик · g3 чорний хрестик · a2 чорний кружок · c2 чорний хрестик · f2 чорний хрестик · h2 чорний кружок · a1 чорний кружок · b1 чорний кружок · g1 чорний кружок · h1 чорний кружок | a8 чорний кружок · b8 чорний кружок · g8 чорний кружок · h8 чорний кружок · a7 чорний кружок · c7 чорний хрестик · f7 чорний хрестик · h7 чорний кружок · b6 чорний хрестик · g6 чорний хрестик · b3 чорний хрестик · g3 чорний хрестик · a2 чорний кружок · c2 чорний хрестик · f2 чорний хрестик · h2 чорний кружок · a1 чорний кружок · b1 чорний кружок · g1 чорний кружок · h1 чорний кружок | a8 чорний кружок · b8 чорний кружок · g8 чорний кружок · h8 чорний кружок · a7 чорний кружок · c7 чорний хрестик · f7 чорний хрестик · h7 чорний кружок · b6 чорний хрестик · g6 чорний хрестик · b3 чорний хрестик · g3 чорний хрестик · a2 чорний кружок · c2 чорний хрестик · f2 чорний хрестик · h2 чорний кружок · a1 чорний кружок · b1 чорний кружок · g1 чорний кружок · h1 чорний кружок | a8 чорний кружок · b8 чорний кружок · g8 чорний кружок · h8 чорний кружок · a7 чорний кружок · c7 чорний хрестик · f7 чорний хрестик · h7 чорний кружок · b6 чорний хрестик · g6 чорний хрестик · b3 чорний хрестик · g3 чорний хрестик · a2 чорний кружок · c2 чорний хрестик · f2 чорний хрестик · h2 чорний кружок · a1 чорний кружок · b1 чорний кружок · g1 чорний кружок · h1 чорний кружок | a8 чорний кружок · b8 чорний кружок · g8 чорний кружок · h8 чорний кружок · a7 чорний кружок · c7 чорний хрестик · f7 чорний хрестик · h7 чорний кружок · b6 чорний хрестик · g6 чорний хрестик · b3 чорний хрестик · g3 чорний хрестик · a2 чорний кружок · c2 чорний хрестик · f2 чорний хрестик · h2 чорний кружок · a1 чорний кружок · b1 чорний кружок · g1 чорний кружок · h1 чорний кружок | a8 чорний кружок · b8 чорний кружок · g8 чорний кружок · h8 чорний кружок · a7 чорний кружок · c7 чорний хрестик · f7 чорний хрестик · h7 чорний кружок · b6 чорний хрестик · g6 чорний хрестик · b3 чорний хрестик · g3 чорний хрестик · a2 чорний кружок · c2 чорний хрестик · f2 чорний хрестик · h2 чорний кружок · a1 чорний кружок · b1 чорний кружок · g1 чорний кружок · h1 чорний кружок | a8 чорний кружок · b8 чорний кружок · g8 чорний кружок · h8 чорний кружок · a7 чорний кружок · c7 чорний хрестик · f7 чорний хрестик · h7 чорний кружок · b6 чорний хрестик · g6 чорний хрестик · b3 чорний хрестик · g3 чорний хрестик · a2 чорний кружок · c2 чорний хрестик · f2 чорний хрестик · h2 чорний кружок · a1 чорний кружок · b1 чорний кружок · g1 чорний кружок · h1 чорний кружок | a8 чорний кружок · b8 чорний кружок · g8 чорний кружок · h8 чорний кружок · a7 чорний кружок · c7 чорний хрестик · f7 чорний хрестик · h7 чорний кружок · b6 чорний хрестик · g6 чорний хрестик · b3 чорний хрестик · g3 чорний хрестик · a2 чорний кружок · c2 чорний хрестик · f2 чорний хрестик · h2 чорний кружок · a1 чорний кружок · b1 чорний кружок · g1 чорний кружок · h1 чорний кружок | 1 |
|   | a | b | c | d | e | f | g | h |   |

Чорна крапка — поле, де король слабкішої сторони може бути заматований.
Щоб поставити мат двома слонами, необхідно, щоб були дотримані такі умови:
- різнопольність слонів — один із слонів ходить по білих полях, а другий — по чорних. Два або більше однопольних слони (які з'явилися у результаті перетворення пішаків) мат поставити не можуть.
- при матуванні король сильнішої сторони знаходиться на відстані ходу коня від кутового поля.
- мат може бути вимушеним[1] лише на одному з 12 полів: а1, а2, а7, а8, b1, b8, g1, g8, h1, h2, h7, h8.

## Процес матування
Процес матування складається з трьох етапів:
- витіснення короля на край шахівниці після розташування слонів у центрі на головних діагоналях;
- заганяння короля слабшої сторони у куток дошки;
- розташування короля сильнішої сторони на відстані ходу коня від кутового поля і поставлення власне мату.

## Приклади матів
Типові заключні позиції при матуванні двома слонами:
| a5 чорний король | b5              | c5            | d5            | e5 |
| a4               | b4              | c4            | d4            | e4 |
| a3               | b3 білий король | c3 білий слон | d3 білий слон | e3 |
| a2               | b2              | c2            | d2            | e2 |
| a1               | b1              | c1            | d1            | e1 |

| a5               | b5            | c5              | d5 | e5 |
| a4 чорний король | b4 білий слон | c4 білий король | d4 | e4 |
| a3               | b3            | c3              | d3 | e3 |
| a2               | b2            | c2 білий слон   | d2 | e2 |
| a1               | b1            | c1              | d1 | e1 |

| a5 чорний король | b5              | c5            | d5 | e5 |
| a4               | b4 білий слон   | c4 білий слон | d4 | e4 |
| a3               | b3 білий король | c3            | d3 | e3 |
| a2               | b2              | c2            | d2 | e2 |
| a1               | b1              | c1            | d1 | e1 |

| a5 чорний король | b5 | c5              | d5            | e5 |
| a4               | b4 | c4 білий король | d4            | e4 |
| a3               | b3 | c3              | d3            | e3 |
| a2               | b2 | c2 білий слон   | d2 білий слон | e2 |
| a1               | b1 | c1              | d1            | e1 |

## Патові позиції
При матуванні двома слонами слід остерігатись патових позицій. Така ситуація виникає, коли одинокий король виявляється відтисненим на край шахівниці.
| a5 чорний король | b5              | c5 | d5            | e5 |
| a4               | b4              | c4 | d4 білий слон | e4 |
| a3               | b3 білий король | c3 | d3 білий слон | e3 |
| a2               | b2              | c2 | d2            | e2 |
| a1               | b1              | c1 | d1            | e1 |

| a5               | b5            | c5              | d5            | e5 |
| a4 чорний король | b4 білий слон | c4 білий король | d4            | e4 |
| a3               | b3            | c3              | d3 білий слон | e3 |
| a2               | b2            | c2              | d2            | e2 |
| a1               | b1            | c1              | d1            | e1 |

| a5              | b5            | c5 чорний король | d5 | e5 |
| a4 білий король | b4            | c4               | d4 | e4 |
| a3              | b3 білий слон | c3 білий слон    | d3 | e3 |
| a2              | b2            | c2               | d2 | e2 |
| a1              | b1            | c1               | d1 | e1 |

| a5 | b5 чорний король | c5              | d5 | e5 |
| a4 | b4 білий слон    | c4              | d4 | e4 |
| a3 | b3 білий слон    | c3 білий король | d3 | e3 |
| a2 | b2               | c2              | d2 | e2 |
| a1 | b1               | c1              | d1 | e1 |